# Errol Flynn
Errol Leslie Thomson Flynn (Battery Point, Hobart, Tasmania, 1909. június 20. – Vancouver, 1959. október 14.) a 20. század egyik legnagyobb hatású, ausztrál származású amerikai filmszínésze.

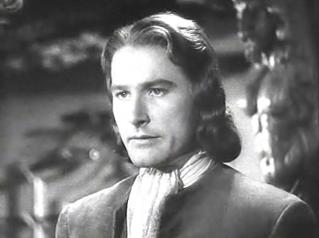
Blood kapitány szerepében (1935)

## Élete
Ausztráliában született Theodore Flynn biológus és Marelle Young gyermekeként. Később a család Angliába költözött, ahol Flynnt több iskolából is eltanácsolták magatartása miatt. Többféle munkakörben is dolgozott, azonban egyik sem volt hosszú életű. Fess és karizmatikus megjelenésével felkeltette a Warner Bros. figyelmét, első komoly szerepét a Blood kapitány című filmben kapta, 1935-ben. Nem csak a filmvásznon játszott úgynevezett „szájhős” karaktereket, magánélete legalább annyira eseménydús volt, mint a filmbeli karaktereké: hírhedt volt ivászatairól, nőügyeiről és többször keveredett összetűzésbe a törvénnyel is. Ötvenévesen, szívrohamban hunyt el, 1959-ben.

## Filmjei
- Istanbul (1957)
- Kim (1950)
- Az a Forsyte nő (That Forsyte Woman) (1949)
- Silver River (1949)
- Don Juan kalandjai (1948)
- Soha ne búcsúzz (1946)
- Célpont: Burma (1945)
- San Antonio (1945)
- Bizonytalan dicsőség (1944)
- Északi hajsza (1943)
- Az utolsó emberig (1941)
- Aranyváros (Virginia City, 1940)
- Hét tenger ördöge (1940)
- Út Santa Fébe (1940)
- A holnap hősei (Dodge City, 1939)
- Szerelem és vérpad (The Private Lives of Elizabeth and Essex, 1939)
- Leányvágyak (The Sisters, 1938)
- Hajnali esküvő (Four's a Crowd, 1938)
- Robin Hood kalandjai (1938)
- Koldus és királyfi (1937)
- A tökéletes példány (1937)
- A könnyűlovasság (1936)
- Blood kapitány (1935)